# Tetratheca elliptica
Tetratheca elliptica är en tvåhjärtbladig växtart som beskrevs av J. Thompson. Tetratheca elliptica ingår i släktet Tetratheca och familjen Elaeocarpaceae. Inga underarter finns listade i Catalogue of Life.